# Земљотрес у Кашмиру 2005.
Потрес у Кашмиру 2005. догодио се 8. октобра 2005. са епицентром у делу Кашмира под пакистанском управом, магнитуде 7,6 степена по Рихтеровој скали. Епицентар је био недалеко од града Музафарабада.
Потрес је убио око 90.000 људи највише у Пакистану, затим Индији и Авганистану док је око 3 милиона људи остало без крова над главом.